# Ferrocarril de contorno de Madrid
El ferrocarril de contorno, de circunvalación o de cintura de Madrid fue una línea ferroviaria de unos 8 km de longitud que unía las estaciones de Atocha y Norte (Príncipe Pío) a través de la zona sur del Ensanche de Madrid (que hoy constituye el distrito de Arganzuela). Fue construido por la Compañía de los Caminos de Hierro del Norte de España y estuvo en servicio entre 1864 y 1987. A excepción del tramo del Campo del Moro y el Campo de la Tela y algunos cruces con calles y plazas principales —que salvaba bajo tierra—, la línea discurría en superficie. El tramo de la calle del Ferrocarril, en el que la vía circulaba por una trinchera, fue soterrado en la década de 1930. A lo largo de su trazado se fueron instalando dos grandes estaciones de mercancías, las de Imperial (1881) y Peñuelas (1914), que permanecieron en funcionamiento hasta el cierre de la línea.
La presencia del ferrocarril de contorno alteró sustancialmente los planes de expansión del casco urbano de Madrid hacia el sur, creando un importante factor de limitación física que se vio acompañado por el establecimiento de numerosos almacenes e instalaciones industriales en los aledaños de la vía, a los que acompañó la presencia de viviendas eminentemente obreras. Solo con el cierre de la línea y la reconversión de los espacios ocupados por las vías, estaciones e instalaciones industriales aledañas, mediante la operación urbanística Pasillo Verde Ferroviario —ejecutada durante los últimos años de los ochenta y los noventa del siglo XX— se consiguió restaurar la continuidad urbanística de esta área de la ciudad.

## Trazado
La vía de contorno comenzaba en la estación del Norte. Atravesaba mediante un túnel el Campo del Moro y el inmediato Campo de la Tela —actual parque de Atenas— para seguir, en superficie, por la ronda de Segovia y el paseo de los Melancólicos, que cruzaba con un paso a nivel. Ahí giraba hacia la izquierda y proseguía campo a través, atravesando el cruce entre el paseo Imperial y el paseo de los Pontones mediante un túnel. Desde ese punto seguía, también en superficie, hasta la glorieta de Santa María de la Cabeza, salvando mediante túneles la calle Toledo —denominada entonces paseo de los Ocho Hilos—, el paseo de las Acacias y la propia glorieta. Continuaba en trinchera por lo que posteriormente se transformaría en la calle del Ferrocarril. A lo largo de este recorrido se fueron disponiendo las estaciones de mercancías de Imperial y Peñuelas, así como una serie de apartaderos que daban servicio a almacenes instalaciones industriales. Salvado el paseo de las Delicias mediante otro paso subterráneo, dejaba la estación de Delicias a la derecha —con la que enlazaba mediante una vía en retroceso—. A partir de ese punto, y haciendo una brusca curva a la izquierda completaba un semicírculo para enlazar con las vías de la estación de Atocha, salvando la calle del Sur —actualmente la calle Méndez Álvaro— y el arroyo Carcabón mediante un paso elevado.
Tras la ejecución de la operación urbanística Pasillo Verde Ferroviario, a finales de la década de 1980 y durante la década de 1990, la línea de contorno se transformó en una vía de cercanías destinada al tráfico de pasajeros, que discurría por un túnel a lo largo de la mayor parte de su trazado, y con tres nuevas estaciones —que no coincidían con ninguna de las anteriores—. Solo permaneció en superficie el tramo entre la estación de Atocha y la nueva estación de Cercanías de Delicias, situada junto a la estación histórica. Sobre el trazado de la antigua vía de contorno se abrieron el actual paseo de Juan Antonio Vallejo-Nájera Botas —entre la glorieta de Santa María de la Cabeza y el paseo Imperial— y la calle Santa María la Real de Nieva —entre el paseo Imperial y el paseo de los Melancólicos-ronda de Segovia—.

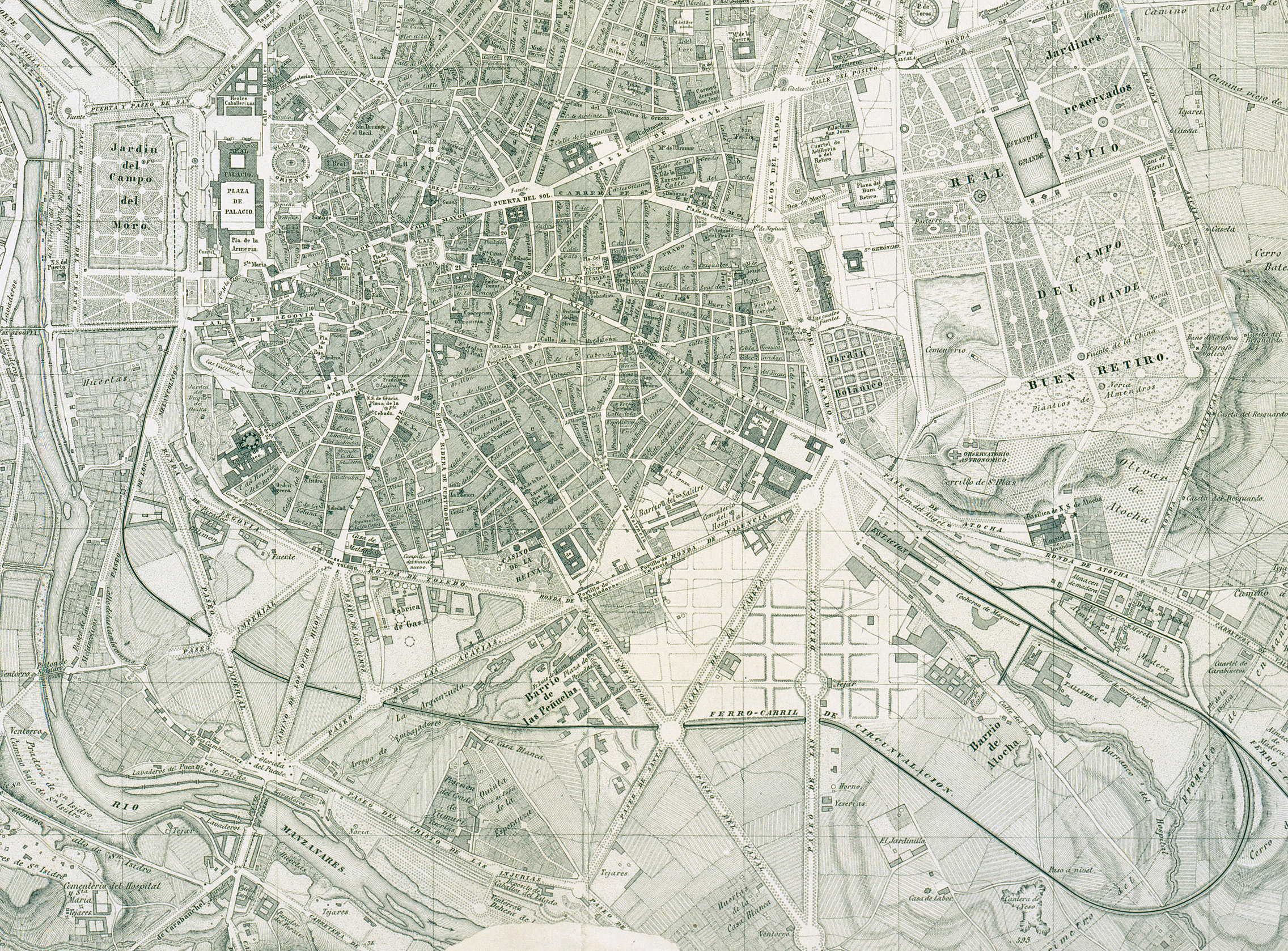
El ferrocarril de circunvalación en un plano de Madrid en 1866 —no aparecen aún ni la estación de Delicias (construida en 1880) ni las de Imperial (1881) o Peñuelas (1914)—.

## Historia

### Antecedentes
La decisión sobre cuál debía ser el trazado de la vía de contorno o de circunvalación de Madrid tuvo varios condicionantes. Algunos explícitos, como la propia decisión de construirla o la situación de las estaciones que debía enlazar —Atocha y Príncipe Pío—, pertenecientes cada una a una compañía ferroviaria diferente —MZA y Norte respectivamente—. Otras no tan evidentes, como la ubicación de la fábrica del Gas de Madrid, fuera de la ciudad, al sur de la cerca erigida en tiempos de Felipe IV.
La primera estación ferroviaria existente Madrid fue la de Atocha. La decisión de ubicarla allí fue consecuencia del propio trazado de la línea ferroviaria de la que Atocha era estación terminal —o término—. Las ideas principales de las concesiones de líneas con término en Madrid eran darle a la capital, aislada en el centro de España, una salida al mar. El Mediterráneo era el más cercano, y aunque había varias alternativas —como Valencia—, la primera línea que cuajó fue la que unía Madrid y Alicante, promovida por el marqués de Salamanca y que sería el origen de la Compañía de los Ferrocarriles de Madrid a Zaragoza y Alicante —más conocida por sus siglas, MZA—. La razón fundamental fue que un trazado desde la capital a Alicante, pasando por la provincia de Albacete, discurría por un territorio llano y sin excesivas dificultades orográficas. Para elegir la ubicación de la estación terminal de esta línea, que discurría hacia el sur, inicialmente hasta Aranjuez, se tomaron en consideración varios factores: la necesidad de acercar lo más posible la estación a la ciudad, aún rodeada por la cerca, y el hecho de que no era posible construirla dentro de la ciudad por no haber espacio disponible ni ser factible el derribo de edificaciones. Tras descartar accesos por el norte —se daría un rodeo demasiado grande—, el este —debido al obstáculo del Buen Retiro— y el oeste —a causa del río Manzanares—, se eligió una ubicación en el sur de la ciudad, frente a la puerta de Atocha, en unos terrenos de escaso relieve que descendían con poca pendiente hacia la confluencia entre el arroyo Abroñigal y el río Manzanares, por los que discurría un aún más modesto arroyo, denominado de Atocha o Carcabón. El primitivo embarcadero de Atocha fue inaugurado en 1851. Tras continuar la línea de Aranjuez hacia Almansa y Alicante y constituirse la Compañía de los Ferrocarriles de Madrid a Zaragoza y Alicante, esta mantuvo su estación término en Madrid en Atocha, ejecutándose una ampliación entre 1858 y 1859 para poder absorber el tráfico de la nueva línea a Zaragoza.
El resto de factores que influyeron en la creación de vía de contorno —los emplazamientos de la estación de Príncipe Pío y de la fábrica de gas— están estrechamente relacionados con la creación de la Compañía de los Caminos de Hierro del Norte de España, constituida en 1859 y en manos de una entidad financiera, el Crédito Mobiliario Español.
Años antes de su establecimiento, en 1854, la ubicación de la estación de Príncipe Pío había estado envuelta en una intensa polémica. La concesión de la línea que unía Madrid con la frontera francesa a través de Valladolid, Burgos e Irún, a la que daría posteriormente servicio, estaba dividida en tres concesiones diferentes. La primera abordaba la unión de la capital con Valladolid. La polémica estaba en si esta línea debía pasar por Segovia o por Ávila en su camino hacia Valladolid. En el primer caso, aquella tendría que atravesar la sierra de Guadarrama, y se preveía que la estación término se ubicase en Chamberí —en aquella época un arrabal situado al norte de la cerca de Madrid—, cerca de la Fuente Castellana. Para la opción abulense, la entrada en Madrid se haría por el noroeste, previéndose que la estación se ubicase en la orilla derecha del Manzanares, junto al puente de Segovia. Los partidarios del paso por Ávila argumentaban además que desde dicha ubicación sería sencillo enlazar con Atocha, atravesando el río. A pesar de ello, la concesión expiró sin que se hubiesen construido ni la línea ni mucho menos la estación.

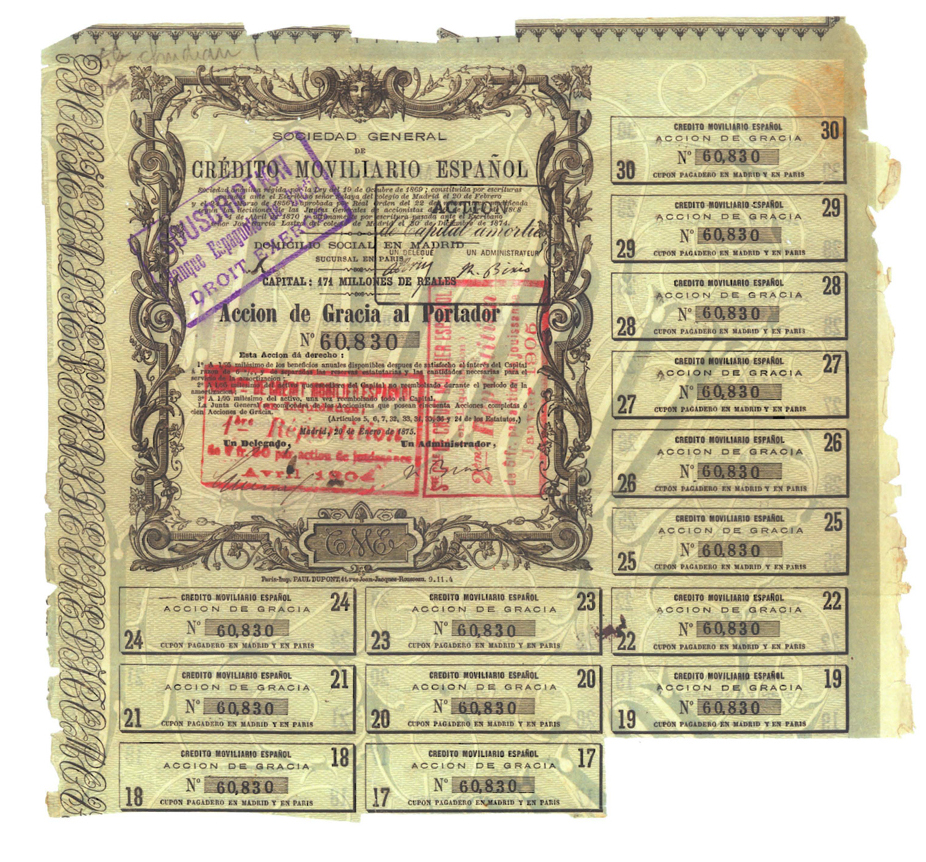
Acción del Crédito Mobiliario Español, propietario de la Compañía del Norte y de la fábrica de gas de Madrid.

Durante el bienio progresista (1854-1856) se promulgaron dos leyes que tuvieron una enorme transcendencia en el desarrollo del sector ferroviario español: la Ley General de Ferrocarriles de 1855 y la Ley General de Sociedades de Crédito de 1856. Esta última pretendía regular la creación de bancos de emisión y sociedades de crédito y tuvo como resultado inmediato la creación de tres grandes entidades de crédito, filiales las tres de algunas de las sociedades financieras más importantes de Europa. Una de ellas fue el Crédito Mobiliario Español, sucursal en España de la Société générale de Crédit mobilier de los Hermanos Pereire. Estos conocían bien el sector ferroviario, por haber participado en la creación de algunas de las compañías ferroviarias más importantes de Francia. Según expresaban los estatutos de la nueva compañía, entre sus objetivos se encontraba la creación de «toda clase de empresas de caminos de hierro, canales fábricas, minas, dársenas, alumbrado, desmontes y roturaciones, riegos, desagües y cualesquiera otras industriales o de utilidad pública». Una de las primeras inversiones del Crédito Mobiliario fue la adquisición de la fábrica de gas de Madrid —situada fuera de la ciudad, al sur de esta, en la acera sur de la Ronda de Toledo, junto a la Puerta de Toledo—, que tuvo lugar en octubre de 1856, si bien las conversaciones habían comenzado a principios de dicho año. 
Según afirmó la Gaceta de los Caminos de Hierro, el comprador se hacía con un gran negocio, dado el previsto aumento de la demanda de gas en Madrid y la apertura de nuevas comunicaciones por ferrocarril con la capital, lo que abarataría el previo del carbón. El otro gran paquete de inversiones de la entidad financiera fue la adquisición de las concesiones de los tres tramos que integraban la línea Madrid-Irún, que fueron obtenidos también durante 1856. El 25 de marzo de ese año comenzaron las obras de la línea ferroviaria. Los de la estación cabecera en Madrid lo hicieron el 7 de febrero de 1859. Sin embargo, esta estación no estaba en ninguno de los emplazamientos previstos inicialmente. Las condiciones de la concesión del tramo Madrid-Valladolid de la línea del Norte establecían que este debía pasar por Ávila, lo que debería haber supuesto que la estación estuviera en la orilla derecha del Manzanares. Sin embargo, dichas condiciones especificaban también que la estación de Madrid debía estar en la montaña del Príncipe Pío, en unos terrenos situados junto a la carretera de Galicia y Castilla —actual paseo de la Florida— que pertenecían al patrimonio real y que fueron adquiridos por la Compañía del Norte. La disponibilidad de estos terrenos fueron el factor primordial para emplazar ahí la estación. Otra de las cláusulas de la concesión establecía que las cabeceras de las compañías del Norte (en Príncipe Pío) y MZA (Atocha), debían estar unidas mediante un enlace ferroviario.
La Compañía del Norte —o simplemente Norte, como se la denominaba habitualmente— se constituyó a finales de 1858 para hacerse cargo de las concesiones que formaban la línea Madrid-Irún, así como del resto de negocios ferroviarios del Crédito Mobiliario en España —según sus estatutos, Norte tenía como objeto «la construcción y explotación del camino de hierro de Madrid a la frontera de Francia por Ávila, Valladolid, Burgos, Vitoria, Tolosa, San Sebastián e Irún», así como otras cuya concesión pudiera ser conseguida—. La mayoría de su capital era, directa o indirectamente, extranjero, fundamentalmente francés. A diferencia de la Compañía Madrid-Zaragoza-Alicante, centrada fundamentalmente en el transporte de viajeros, la prioridad de Norte estaba en el tráfico de mercancías y en garantizar el abastecimiento de Madrid. Además de la fábrica del Gas de Madrid, el Crédito Mobiliario Español se había hecho también con concesiones de yacimientos de carbón en Barrueco y Valderrueda, lo que debía asegurar el suministro de la fábrica y la consecución de mayores beneficios. Por tanto, era de sumo interés para el Crédito Mobiliario que la línea por la que se había de transportar el carbón a Madrid comunicase con las instalaciones madrileñas de generación de gas. De hecho, en 1856, antes incluso de la constitución de la Compañía del Norte, el Crédito Mobiliario Español consignaba en su memoria anual el adelanto de fondos para «la construcción y depósito del ferrocarril del Norte, para las minas de carbón y fábrica del Gas».
Durante esa época se había debatido la necesidad de que Madrid contase con una única estación central de ferrocarril. La idea no parecía practicable y se optó por que la primera estación construida, la de Atocha, perteneciente a MZA, fuese designada como estación central. Sin embargo, el resto de compañías no fueron obligadas a establecer allí su terminal, pero sí a establecer una conexión ferroviaria con Atocha cuando la concesión de la línea tuviera su origen en Madrid. En tal sentido, y como se ha citado anteriormente, la concesión de la línea Madrid-Irún incluía la obligación de establecer un enlace ferroviario entre la estación término de dicha línea en Madrid y Atocha —según declara la memoria del anteproyecto: «La mencionada orden de 16 de mayo de 1857 manda a la Sociedad conformarse, por lo que toca al establecimiento de la estación de Madrid, con las disposiciones de una orden de 14 de marzo de 1856. De consiguiente, hemos hecho el anteproyecto de un ferrocarril uniendo las estaciones de Príncipe Pío y Atocha»—, lo que coincidía con el interés del Crédito Mobiliario por suministrar combustible a la fábrica del Gas.

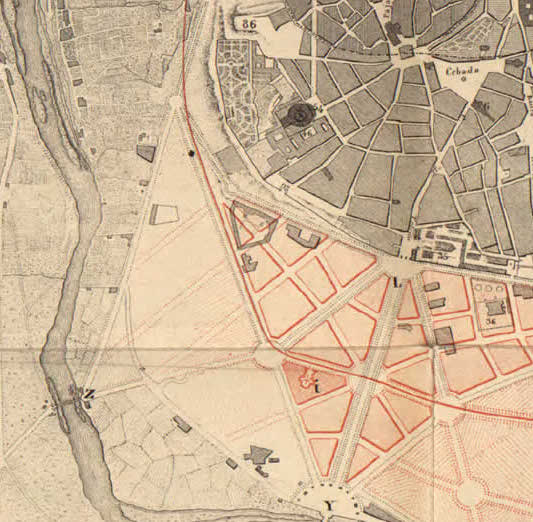
Trazado del ferrocarril de contorno entre la ronda de Segovia y el paseo de los Pontones, a lo largo del paseo Imperial, tal como aparece en el mapa del proyecto del Ensanche de 1861. El trazado fue modificado, alejando la vía del paseo Imperial hacia el oeste.

### Tendido de la línea de circunvalación
En la misma época en la que se estaban construyendo en Madrid las primeras estaciones ferroviarias, la ciudad se hallaba constreñida aún por la cerca de Felipe IV —que no sería derribada hasta 1869, después de que La Gloriosa hubiese llevado a la constitución de un nuevo ayuntamiento—. Sin embargo, el crecimiento experimentado por la capital hacía necesario abordar el reto de planificar su expansión. El 8 de abril de 1857 un real decreto autorizaba la realización de un plan de ensanche para la capital, que debía ser llevado a cabo por una comisión encabezada por Carlos María de Castro. Dos años después, Castro presentaba el anteproyecto de «Ensanche de Madrid», el cual era sancionado mediante real decreto en 1860. En él se hacía una distribución por barrios de los usos del suelo por el que se había de expandir la ciudad. En la zona situada entre la carretera de Valencia —actual avenida Ciudad de Barcelona— y el paseo de Embajadores debían ubicarse almacenes, paradores y posadas, pudiéndose establecer también una aduana. Los terrenos entre Embajadores y el río estarían ocupados por huertas. El barrio fabril estaría al norte, entre las sacramentales y Chamberí.
Al mismo tiempo, se planificaba la construcción de la línea de contorno de la que el Ayuntamiento de Madrid no fue informado oficialmente. Se trataba de una línea destinada únicamente al tráfico de mercancías. Tendría una única vía porque «sería inútil hacer dos vías en un camino donde no habrá trenes de viajeros y donde el movimiento de mercancías será necesariamente bastante limitado». El primer anteproyecto de la línea data de 1857. El trazado se encontraba más o menos a medio camino entre la cerca y el río Manzanares, siguiendo aproximadamente la curva de nivel, en un terreno que descendía suavemente hacia el río atravesado por una serie de paseos arbolados debidos a la iniciativa el rey Carlos III. En la memoria del anteproyecto se puede leer lo siguiente: «hemos hecho el anteproyecto de un ferrocarril uniendo las estaciones de Príncipe Pío y de Atocha. El trazado ofrece en todas sus partes buenas condiciones en las pendientes, rectas y curvas del plano general [..]; será construido un túnel en los jardines del Campo del Moro, debajo del Real Palacio y en la travesía del campo de la Tela [..]; la longitud total del camino es de solo 6.250 metros». Al de 1857 siguieron dos modificaciones: una de 1860, motivado por la petición por parte de la Casa Real de modificar el trazado bajo el Campo del Moro para poder establecer un embarcadero al pie del Palacio Real —que sin embargo nunca se llevó a cabo—; y otra, de 1862 y que fue la definitiva, fruto de las protestas por parte del Ayuntamiento de Madrid acerca del trazado.
Ese año, con las obras ya muy avanzadas —el 9 de agosto del año anterior había comenzado la circulación en el tramo Madrid-El Escorial—, la Compañía del Norte solicitó al consistorio madrileño permiso para cruzar a nivel varios de los paseos que unían la ciudad con el Manzanares. La línea salvaría los que salían de la Puerta de Toledo mediante un paso subterráneo. Carlos María de Castro, en representación del Ayuntamiento, envió un escrito a la Compañía del Norte: «La importancia del asunto de que se trata no consiste en que al atravesar con la línea férrea los caminos y paseos de la villa se verifique de esta o de la otra manera; la verdadera importancia de este negocio se presenta en que se trata de "rodear con una cintura de hierro la capital de la monarquía" [..], y precisamente por dentro de la zona del ensanche, esto es, por los terrenos que están llamados a poblarse antes [..] sin que el Excmo. Ayuntamiento se haya oído para nada acerca de la fijación de aquella línea». Además de este asunto, el consistorio se hacía eco de las quejas de los vecinos de alguna de las zonas afectadas. La polémica subsecuente entre la comisión del Ensanche y la compañía ferroviaria llegó incluso a paralizar las obras, ya que el Ayuntamiento se negó a expedir la licencia correspondiente. Para poner fin al enfrentamiento entre ambas instituciones, Castro propuso que la vía de contorno discurriera mediante pasos subterráneos bajo los principales paseos y que, entre ellos, la línea transcurriera por una galería a cielo abierto, protegida por muros de contención a los lados. Así se acordó y el Ayuntamiento otorgó finalmente la licencia que permitió la finalización de las obras. En octubre de 1864 entró en funcionamiento —en agosto había entrado en funcionamiento el último tramo de la línea del Norte—. En 1866 el Ministerio de Fomento solicitó un informe describiendo todas las vías, caminos y veredas afectadas por el tenido de la nueva línea. Al año siguiente, en 1867, se llevaba a cabo el acotamiento y deslinde de los terrenos ocupados por la vía de circunvalación.
En el proyecto definitivo presentado por la Compañía del Norte en 1862, esta ya manifestaba su intención de aprovechar una gran cantidad del terreno aledaño a la vía de contorno para establecer una estación de mercancías y un depósito de carbones para su uso por la fábrica de Gas, lo que sería el embrión de las estaciones de mercancías construidas posteriormente sobre esta línea.
La vía de contorno discurría por un terreno entonces despoblado, situado al sur de la cerca madrileña, que sin embargo constituía el sector meridional del Ensanche de Madrid. En el proyecto de Castro, que hacía desaparecer algunos de los paseos barrocos, planteaba una zona meridional del ensanche con diferentes zonas y configuraciones urbanas. En el espacio entre San Francisco el Grande, el portillo de Embajadores y el puente de Toledo se planificaba un trazado compuesto por manzanas no del todo regulares dispuestas alrededor del paseo de los Ocho Hilos (actual calle Toledo) y limitado al oeste por el paseo Imperial y al este por el paseo de las Acacias —al norte se encontraba el antiguo casco urbano—. Desde el portillo de Embajadores hacia el este se proyectó un trazado en cuadrícula entre una vía que, desde el portillo, se dirigía al sur, hacia el río, y el camino de Yeseros (actual calle de Méndez Álvaro), llegando por el sur hasta el foso que limitaba el ensanche. Cuando se construyó la vía de circunvalación apenas había nada construido, pero la conclusión del enlace ferroviario significó que las manzanas propuestas para el triángulo Imperial-Acacias-Rondas no fuesen construidas nunca, en tanto que las previstas para la zona más oriental quedaran notablemente desfiguradas. Por otra parte, en las márgenes del nuevo enlace se fue asentando una gran cantidad de fábricas que determinaron la especialización de esta zona de la ciudad, que se convirtió en la zona ferroviaria e industrial por excelencia de la ciudad. Muchas de ellas contaban con sus propios apartaderos —ramales que partiendo de la vía de contorno llegaban a las propias instalaciones industriales o de almacenaje, donde se cargaba o descargaba mercancía—.
Menos de cuatro años después de su entrada en funcionamiento, apareció la primera propuesta de reforma de la línea de contorno, que se adelantó en más de cien años a modernas alternativas de reutilización de la línea. Su autor fue el pensador y periodista madrileño Ángel Fernández de los Ríos, revolucionario contra Isabel II, que publicó, desde su exilio en París, una serie de artículos publicados simultáneamente en tres periódicos de Madrid proponiendo la reforma urbanística de la capital. Con el triunfo de «La Gloriosa» Fernández de los Ríos sería nombrado concejal del Ayuntamiento Popular madrileño, que patrocinó la publicación de los artículos en forma de libro: «El futuro Madrid». En su proyecto de reforma urbanística, Fernández de los Ríos proponía que la vía de contorno se convirtiera en un ferrocarril que rodease todo Madrid —con estaciones en Moncloa, el camino de Hortaleza, la Fuente Castellana, y el camino de Vicálvaro— y que fuese usado como medio de transporte urbano: «sin completar el ferrocarril de circunvalación, sin fijar las estaciones en los puntos más importantes del circuito, sin disponer de este medio de transporte y de comunicación, cómodo, breve y barato en toda la circunferencia, ni los barrios de obreros será de utilidad, ni los demás tomarán importancia, ni el pueblo de Madrid podrá disfrutar de los magníficos paseos con que puede contar, sino únicamente de aquel o aquellos que cada habitante tenga más cercanos». Sin embargo, a pesar de que Fernández de los Ríos fue nombrado presidente de la Comisión de Obras del ayuntamiento —puesto que solo ocupó unos meses, puesto que en mayo de 1869 fue nombrado embajador en Francia—, sus propuestas relativas al ferrocarril no fueron promulgadas ni obviamente ejecutadas.

### Construcción de la estación de Delicias
El periodo 1866-1875 fue de crisis y estancamiento para el sector ferroviario español. Después de 1875 comenzó un nuevo periodo de auge que trajo nuevas líneas y nuevas estaciones a Madrid.
En 1878, la Compañía de Caminos de Hierro de Ciudad Real a Badajoz (CRB) proyectó la que había de ser su estación término en Madrid. Entre los factores que consideró estaban, además de su cercanía al centro de Madrid y de que dispusiese de buenas condiciones para el transporte de pasajeros y mercancías, que se construyese junto a la línea de circunvalación. Finalmente, se aprobó la construcción de la nueva estación, que llevaría el nombre de Delicias, el 23 de julio de 1878. Tal como describía la Revista de Obras Públicas, «el emplazamiento aprobado se halla situado del lado derecho del ferro-carril de circunvalación, en el sitio denominado Huerta del Jardinillo; está limitado al Norte por el ferrocarril antes citado, en una longitud de 520 metros, medidos desde el paso superior del paseo de las Delicias». El proyecto preveía ya la construcción, además del de viajeros, de un servicio de mercancías que habría de ubicarse en el «terreno comprendido entre la vía de salida de los trenes de viajeros, el ferro-carril de circunvalación y el ramal de empalme de la línea directa con este». Se permitía así el acceso desde la estación término de la Compañía de Ciudad Real a Badajoz a la vía de circunvalación. La nueva línea entró en funcionamiento, con una estación provisional, el 3 de febrero de 1879. La estación definitiva, la primera monumental de Madrid, fue inaugurada el 30 de marzo de 1880. Apenas unos meses después, el 7 de diciembre, tras la adquisición de CRB por parte de MZA —y constatar esta que no necesitaba una segunda estación en Madrid—, Delicias fue adquirida por la recientemente creada Compañía de los Ferrocarriles de Madrid a Cáceres y a Portugal.
La ubicación de la estación de Delicias constituyó un obstáculo más al despliegue de los planes del Ensanche de Madrid en la zona sur. Todo el terreno en el que se construyó la estación tenía trazadas calles —paralelas y perpendiculares al paseo de las Delicias— y manzanas regulares de casas. La explicación se debe a que las concesiones ferroviarias provenían directamente del Ministerio de Fomento, el cual, por real orden, otorgaba la concesión sin que ni el Ayuntamiento de Madrid ni la comisión del ensanche pudieran intervenir. Las protestas de dicha comisión originaron que en 1881 se aprobase una ley que obligaba a las compañías ferroviarias a ponerse de acuerdo con las comisiones correspondientes cuando el tendido de líneas afectase a los ensanches de las ciudades por las que debían discurrir. La ley, sin embargo, no fue muy efectiva.

### La construcción de las estaciones de mercancías: Imperial y Peñuelas

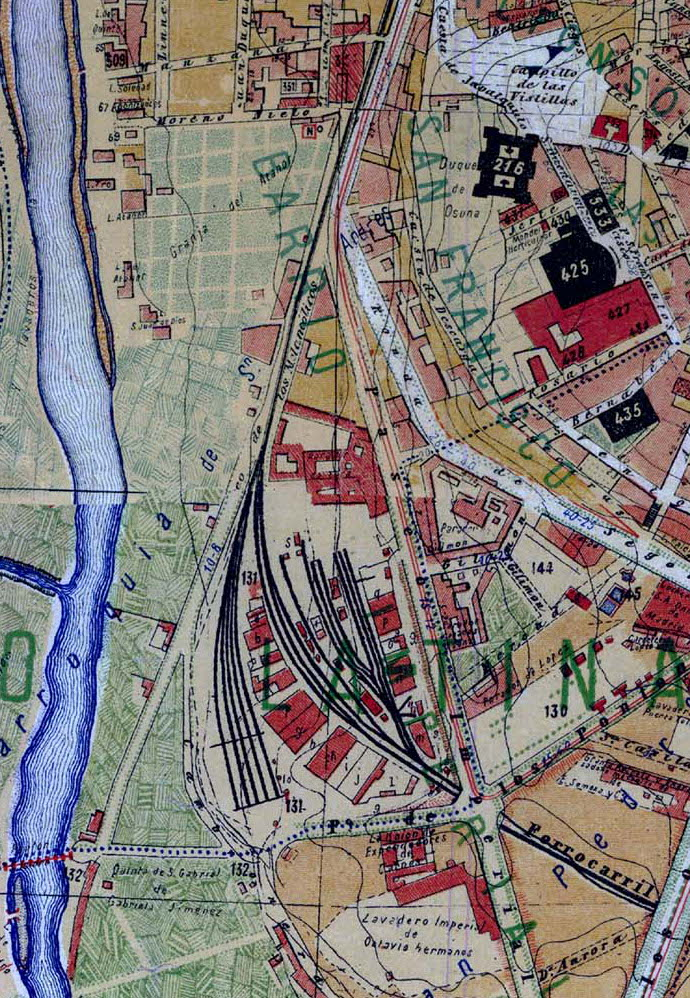
La estación de Imperial en el Plano de Madrid y pueblos colindantes al empezar el siglo XX de Facundo Cañada de 1900.

La Compañía del Norte, ante las limitaciones de espacio de la estación de Príncipe Pío —cuyo proyecto definitivo de ampliación había sido aprobado en 1879— y no deseando cambiar su ubicación, fue estableciendo estaciones a lo largo de la línea de contorno. Ya en el proyecto definitivo presentado por la Compañía del Norte en 1862, manifestaba esta su intención de aprovechar una gran cantidad del terreno aledaño a la vía de contorno para establecer una estación de mercancías y un depósito de carbones para su uso por la fábrica de Gas. La primera de dichas estaciones fue la de Imperial, establecida en 1881 entre el paseo Imperial y el paseo de los Melancólicos y calle de las Cambroneras, con vías a ambos lados de la vía de circunvalación. Al comienzo, esta estación recibía fundamentalmente ganado y mercancías de elevados peso o volumen (piedra, carbón, hierro, madera para construcción, leña...), que coincidían con el material transportado a Madrid por la línea del Norte.

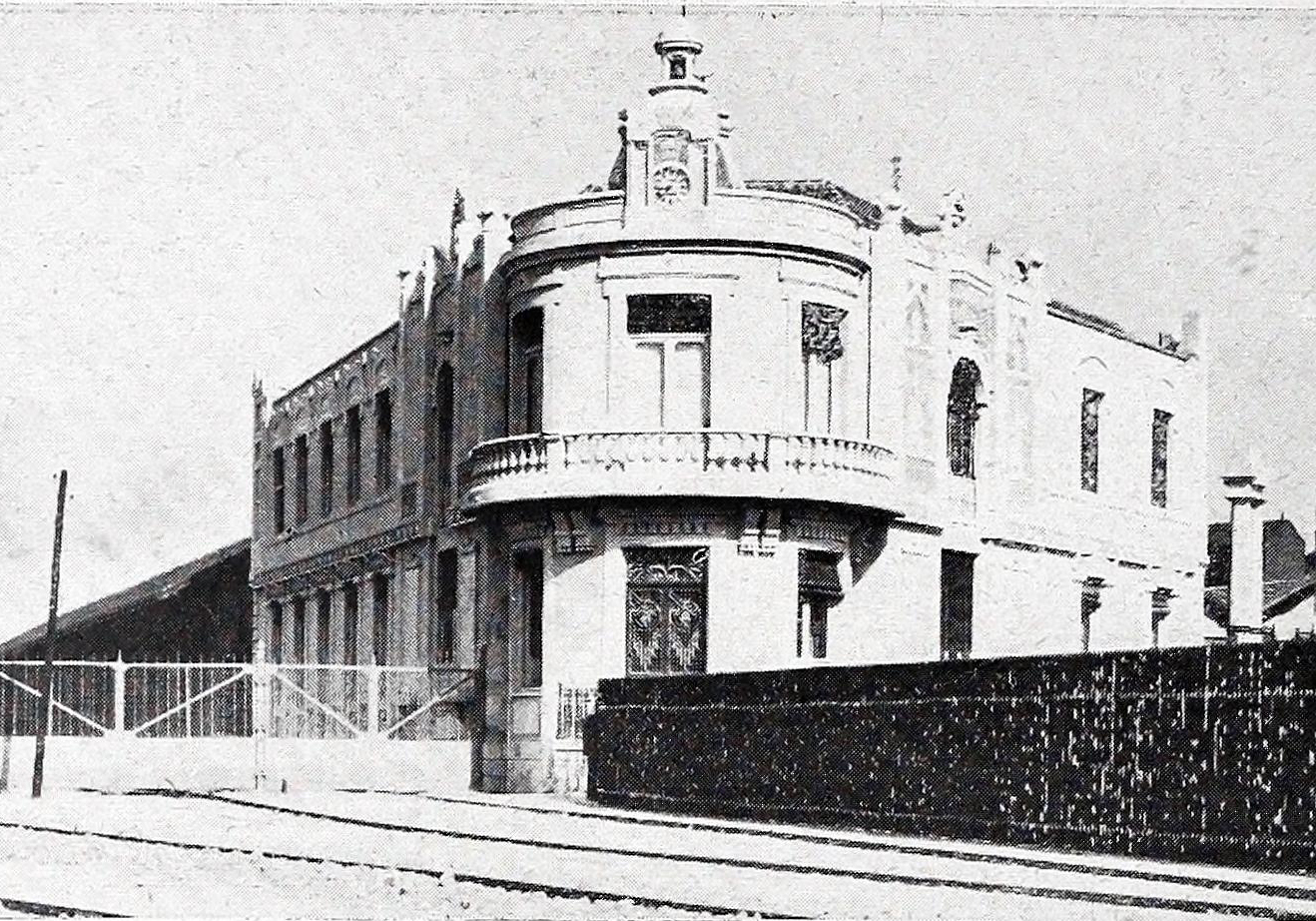
Edificios, muelles y estación de la Alhóndiga: futura estación de Peñuelas (Blanco y Negro, 1908)

En 1908 se establecieron sobre la línea de contorno varios apartaderos, lo que redundó en un aumento en la facturación de mercancías por parte de la Compañía del Norte. Uno de esos apartaderos conducía a la Alhóndiga de Madrid, un complejo de almacenes en el barrio de las Peñuelas en el que se pretendía centralizar el almacenaje y comercialización de las mercancías de «comer, beber y arder» destinadas a la ciudad de Madrid. La Alhóndiga disponía de una estación operada por la Compañía del Norte. En los años sucesivos se instalaron nuevos apartaderos, prueba de la relevancia industrial que estaba adquiriendo la zona por la que discurría la línea de circunvalación. El aumento del tráfico de mercancías llevó a la Compañía del Norte a adquirir la Alhóndiga en 1914 para destinarla también a las mercancías y a expandir sus instalaciones y transformarlas en una estación propiamente dicha, la de Peñuelas. En 1922 se adquirieron nuevos terrenos, al sur de la línea de circunvalación, junto a la calle de la Esperanza, para ampliar Peñuelas. De nuevo se ignoraba el diseño previsto en el plan de ensanche, acentuándose el carácter industrial, ferroviario y de almacenaje de la zona. En 1924 la estación adquirió su extensión definitiva. También Imperial fue objeto de una ampliación durante esa década.
Por otro lado, el aumento del tráfico de mercancías durante la segunda década del siglo XX llevó a la construcción de nuevas infraestructuras que, si bien no estaban situadas sobre la vía de contorno, tenían un efecto directo sobre ella. Por una parte, en 1919 entró en funcionamiento la estación de clasificación de Las Matas de la Compañía del Norte, con el objetivo de ordenar y clasificar el tráfico de mercancías antes de despacharlo hacia las estaciones de la vía de contorno. Por otro, MZA también construyó una estación de clasificación a lo largo del tramo de línea Atocha-Villaverde Bajo: la estación de Santa Catalina —aún no denominada así, situada junto a la actual ronda del Sur—, que fue autorizada mediante una real orden del 22 de agosto de 1914. No estuvo finalizada hasta la primera mitad de la década de 1920 y su construcción fue acompañada del tendido de tres ramales ferroviarios también propiedad de MZA. Uno de ellos unía Santa Catalina, cruzando el arroyo Abroñigal, con Delicias-Empalme, una estación situada sobre la vía de circunvalación. El propósito del ramal era permitir que los trenes de mercancías de la Compañía del Norte pudieran transitar hacia la red de MZA sin tener que pasar por Atocha, descongestionando así esta estación —todavía existe en la actualidad, se trata de la línea 916 de Adif de Delicias a Madrid-Santa Catalina—.

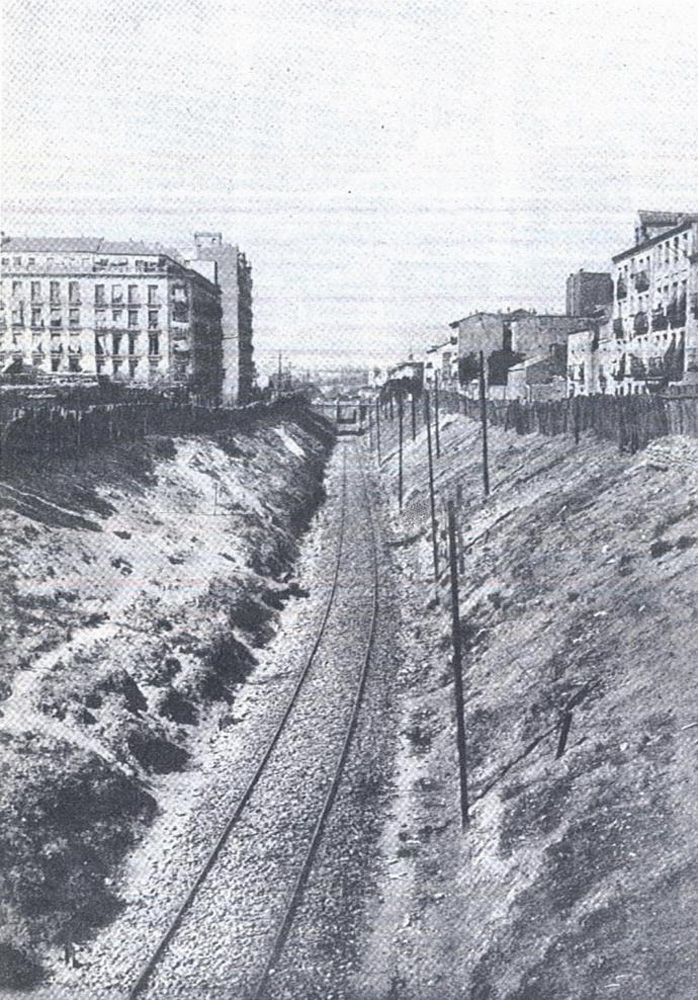
Vista de la trinchera de la calle del Ferrocarril de Madrid en 1912.

En 1929, el Ayuntamiento elaboró una memoria sobre el estado de la ciudad —con el objetivo de proporcionar la información necesaria para la elaboración de los proyectos participantes en el concurso internacional convocado para la elaboración de un Plan de Extensión de Madrid—. En ella se reflejaba el tremendo impacto que la vía de circunvalación tenía en Madrid. Las conclusiones apuntaban el enorme desarrollo que la industria había tenido en la capital, que además se había concentrado en la parte sur del previsto ensanche —sobre todo las ligadas a la construcción, la metalúrgica y de electricidad y la química—. Esto era fruto, exclusivamente, de la presencia de la vía de contorno y de las estaciones de mercancías situadas sobre ella. Todo ello supuso, al menos inicialmente, un freno a la edificación en la parte sur del plan de ensanche, así como numerosos conflictos con los vecinos de las zonas pobladas próximas a la vía. Así, los vecinos del distrito de la Inclusa plantearon numerosas quejas al Ayuntamiento, el cual conminó a la Compañía del Norte a que hiciera un túnel para que discurriera por él la línea de circunvalación, al menos en la parte más transitada. Finalmente, en 1931, la Compañía del Norte solicitó el permiso necesario para soterrar la línea de circunvalación en el tramo de la calle del Ferrocarril, que le fue otorgado. En 1935 se había ejecutado el plan, que consistió en construir dos muros de contención, a cada lado de la vía, que sustentaban un forjado de cemento, sobre el que se construyó un bulevar, que separaba los dos sentidos de circulación de los vehículos a motor.

### Propuestas de alternativas: los «enlaces ferroviarios»
Durante la década de 1930 comenzó un periodo de crisis del ferrocarril en Madrid. Al aumento de la competencia del transporte por carretera se sumó la crisis económica que atravesaban las principales compañías. En el caso madrileño, además, la propia existencia de la línea de contorno sufrió el impacto de los denominados «enlaces ferroviarios» de Madrid.
Las primeras propuestas para establecer una nueva conexión entre Príncipe Pío y Atocha habían aparecido a principios del siglo XX: el ingeniero militar de ferrocarriles Fernando Reyes Garrido propuso, con el objetivo de aumentar la capacidad del enlace, establecer una nueva línea que debía salir de Atocha por el noroeste y discurrir por las rondas de Atocha y Valencia, tomando el paseo de las Acacias en la glorieta de Embajadores hasta llegar a la estación de Imperial, en donde se incorporaría al trazado existente. Esta propuesta habría transformado a la de Imperial en el nodo central del tránsito por Madrid, lo que fue analizado de forma poco favorable, por tratarse de una estación en una ubicación excéntrica y por hallarse en una cota muy baja, lo que creaba dificultades a la hora de transportar las mercancías hacia el centro de la ciudad. Las ventajas de la propuesta —su sencillez y bajo coste— no lograron contrapesar las desventajas citadas, por lo que no fue atendida. Por ello, Reyes presentó una nueva propuesta en 1916, en la que la unión entre Atocha y Príncipe Pío se llevaba a cabo por el paseo del Prado y la Gran Vía, con una estación central subterránea en la parte posterior del Banco de España. La construcción de la Gran Vía, que había hecho que se construyeran en la zona importantes edificios hicieron inviable el plan debido a las expropiaciones que serían necesarias. En 1917, con la publicación de La Clave del Plan General de Ferrocarriles. Madrid: el ferrocarril superestratégico español, Reyes plantea un nuevo trazado con estación central en la Red de San Luis y conexión con el Metropolitano.
Una cuarta propuesta de Reyes desplazaba el enlace ferroviario al norte, para hacerlo discurrir por los paseos del Prado y Recoletos, para girar por la calle Génova y los bulevares, bajar por Princesa, atravesar el parque del Oeste y empalmar con la línea del Norte en el puente de los Franceses. El enlace contaría con estaciones de paso en Cibeles y entre las glorietas de Bilbao y San Bernardo, las cuales, al igual que Atocha, tendrían conexión con el metro. Todas las propuestas de Reyes tenían un mismo propósito: acabar con la discontinuidad de las redes ferroviarias que llegaban a Madrid y acometer una «línea de tránsito rápido» que atravesase la capital, la cual contaría con una «estación central de paso». De esta forma «el enlace central Norte-Mediodía y Estación de Paso de Madrid resolverá, pues, el arduo problema de los ferrocarriles de España, elevando el recorrido y rendimiento del material a términos insospechados [..] Paralelamente, ésta será obra definitiva para acrecentar y consolidar la importancia de la capital en todos los órdenes». En contraste, consideraba que «la ampliación de las líneas de cintura en nada afectará al conjunto ni al fondo del problema planteado, que abarca la posibilidad de transformación radical en nuestro sistema ferroviario, hoy radial y de término o rechazo, cuando natural y geográficamente debe ser diametral y de paso para la totalidad del servicio de trenes de viajeros y mercancías. Las líneas de cintura son, aparte de costosísimas, instalaciones perturbadoras para las líneas principales y de interés local insignificante si no van conjugadas con las de tránsito rápido y estaciones centrales». Las propuestas de Reyes fueron recibidas con interés, aunque no se llevaron a efecto.
Durante la dictadura de Primo de Rivera continuaron las propuestas de alternativa para la conexión entre Príncipe Pío y Atocha. En 1924 Luis Montesino, marqués de Morella, senador del Reino e ingeniero, planteó una alternativa similar a las de Reyes pero que discurría por la calle Mayor, con estación central en la Puerta del Sol. En 1926, el Plan preferente de Ferrocarriles de urgente construcción (más conocido como Plan Guadalhorce) incluía en la lista de ferrocarriles por construir uno de «circunvalación de Madrid», sin detallar trazado. En 1928, una nueva propuesta, patrocinada por el duque de Vistahermosa, y elaborada por ingenieros de MZA, cambiaba el enfoque de las propuestas anteriores. En lugar de centrarse en un enlace subterráneo por el centro de Madrid, apostaba por una línea de circunvalación en superficie en las afueras de la ciudad. Esta línea rodeaba completamente Madrid y enlazaba con las líneas que llegaban a Madrid (incluyendo la proyectada línea directa entre Madrid y Burgos). De esta forma se garantizaba el tránsito de mercancías por Madrid y se esbozaba un servicio de trenes de viajeros suburbanos. Proyectaba también una gran estación de tránsito en la zona del Hipódromo y su enlace con Atocha mediante una línea secundaria subterránea. Ese mismo año, con el patrocinio de la Compañía del Norte, uno de sus ingenieros, Luis Grasset, presentaba una nueva propuesta, que resultaba ser una contrapropuesta de su compañía a la de los ingenieros de MZA. En ella se hacía finalizar el ferrocarril directo Madrid-Burgos en Príncipe Pío. Ninguna de las dos fue puesta en práctica.
Estos esfuerzos habían partido de instancias particulares. En 1924 la dictadura había aprobado el Estatuto Municipal que, entre otras medidas, obligaba a las ciudades de más de doscientos mil habitantes a elaborar un plan de ordenación urbana. Para cumplir dicha legislación, el Ayuntamiento de Madrid convocó en 1929 el ya citado concurso internacional para la elaboración de un Plan de Extensión de Madrid. Aunque el concurso fue declarado desierto, la propuesta del arquitecto Secundino Zuazo y el urbanista alemán Hermann Jansen recibió el accésit más elevado de todas las presentadas. Su idea principal era la expansión de la ciudad hacia el norte a lo largo de la Castellana, que sería prolongada. También proponía la construcción de un enlace ferroviario mediante un túnel bajo dicho paseo.

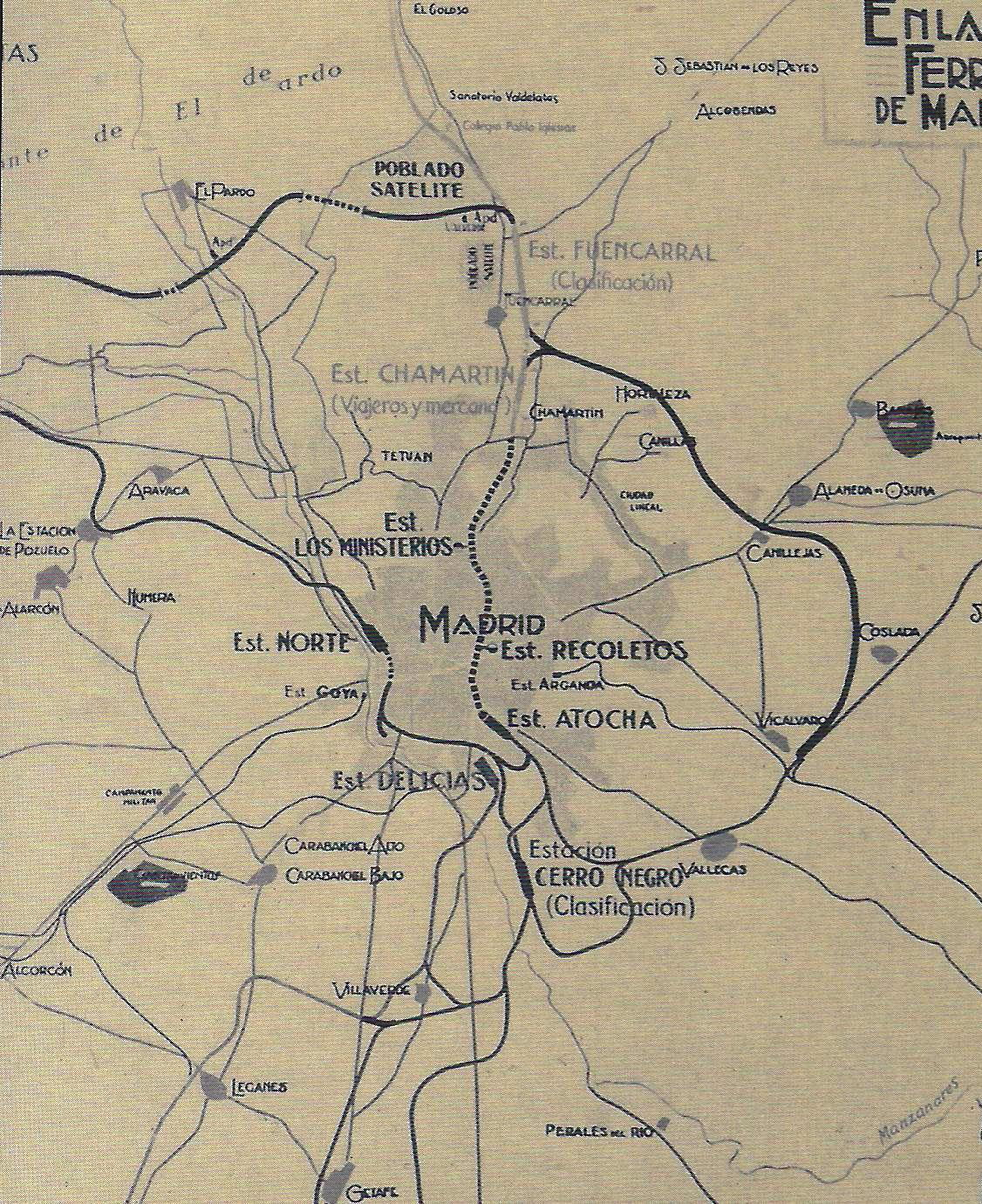
Plano parcial de los enlaces ferroviarios de Madrid tal como los presentó el ministro Indalecio Prieto.

Fue durante la Segunda República cuando el gobierno presentó un plan para resolver la discontinuidad entre las líneas que confluían en Madrid —por su parte, las compañías ferroviarias, MZA y Norte, sostenían que la vía de circunvalación existente era suficiente—. Con Indalecio Prieto al frente del Ministerio de Obras Públicas, en noviembre de 1932 se puso en marcha la Comisión de Enlaces Ferroviarios de Madrid, que presentó su plan poco después, siguiendo las directrices del plan Zuazo-Jansen. Este proponía centralizar el tráfico del norte en la zona de Fuencarral —entonces un municipio independiente de Madrid—, donde se construiría una estación. A ella llegarían tanto la nueva línea del ferrocarril Madrid-Burgos como la línea del Norte, que sería desviada a la altura de Las Matas. El del sur y el este se centralizaría en Atocha, haciendo desaparecer la estación de Delicias. La nueva estación que absorbería el tráfico del norte y Atocha estarían unidas subterráneamente. Finalmente, y para completar el plan en lo que al tráfico de mercancías se refería, se enlazarían las líneas del norte con las del sur y este mediante una línea ferroviaria a cielo abierto, que transcurriría entre Vicálvaro y Fuencarral —si bien esta medida quedaba para una fase posterior—. Sin embargo, las compañías ferroviarias, especialmente MZA, mostraron su rotundo desacuerdo, sosteniendo de nuevo que la vía de contorno existente era más que suficiente. En todo caso, tanto la nueva estación, Chamartín, como el enlace ferroviario subterráneo, motejado de «tubo de la risa» por los oponentes políticos de Prieto, o el de mercancías a cielo abierto, tardarían décadas en ser construidos y puestos en funcionamiento: la salida del ministerio de Prieto y, sobre todo, el trastorno provocado por la Guerra Civil y la posguerra malograron los planes.
La Guerra Civil hizo que la actividad ferroviaria en la capital fuese muy pequeña, ya que la mayor parte de las líneas se encontraban cortadas. Peor aún, las estaciones de Príncipe Pío, Imperial, Peñuelas y Atocha sufrieron graves daños. Terminada la guerra, la línea de circunvalación Príncipe Pío-Atocha, así como las estaciones situadas sobre ella, pasaron a manos de RENFE en 1941, al absorber esta empresa pública a todas las compañías ferroviarias privadas. En 1945, la línea fue electrificada.

### Declive y clausura
Aunque la crisis del ferrocarril ya había comenzado en la década de 1930, el proceso que culminó con el desmantelamiento de la vía de contorno no comenzó hasta tres décadas más tarde. El Plan General de Ordenación de Madrid elaborado tras el fin de la Guerra Civil en 1941 y aprobado definitivamente en 1946, más conocido como «Plan Bidagor», incluía, entre muchas otras medidas, un plan de ordenación ferroviaria. Este planeaba medidas herederas del plan de enlaces ferroviarios auspiciado por Indalecio Prieto en 1932: terminación del enlace de la estación de Atocha a la nueva de Chamartín para pasajeros y creación de dos nuevas estaciones de clasificación de mercancías en Getafe y Fuencarral unidas por una línea de circunvalación a cielo abierto, solo para mercancías, que pasaría por Vallecas, Vicálvaro, San Fernando de Henares y Hortaleza. A mitad de camino, en Coslada, donde la nueva línea de circunvalación confluía con la línea a Zaragoza y Barcelona, se establecería una tercera estación de clasificación, de menor importancia. El plan ferroviario establecía también que, en su última etapa, conllevaría la desaparición de la vía de contorno: «Las zonas de Peñuelas e Imperial tienen su vida ligada al ferrocarril actual de circunvalación, que en la última etapa del Plan Ferroviario desaparece».
No obstante, en el mismo plan general se establecían los aledaños de las estaciones de mercancías existentes (entre ellas Imperial y Peñuelas) como zonas de almacenes para el abastecimiento de la ciudad y se consolidaba el uso industrial de las zonas de Delicias y Méndez Álvaro, en torno a las estaciones de Delicias y Atocha respectivamente, atendiendo a la situación preexistente y previendo en dichas zonas la coexistencia de industrias con viviendas. De hecho, la década de 1940 constituye la de mayor auge de implantación industrial en los aledaños de la vía de contorno. Las medidas ferroviarias del plan de 1946 se vieron consolidadas cuando en 1949 el Ministerio de Obras Públicas anunció la terminación de las obras de los enlaces ferroviarios, siguiendo, de nuevo, las orientaciones principales del plan aprobado durante la República. El ferrocarril directo a Burgos tendría dos estaciones en las inmediaciones de Madrid: una en Fuencarral, de clasificación, y otra, un poco más al sur, en Chamartín, de pasajeros y mercancías. Chamartín y Atocha se unirían mediante un enlace subterráneo, con una estación en Nuevos Ministerios y un apeadero bajo la avenida de Calvo Sotelo (Recoletos). El complejo de las estaciones de Fuencarral y Chamartín sería el punto de llegada de dos enlaces, uno desde la estación de Las Matas, en la línea del Norte, al oeste, y otro hacia el sudeste, que se uniría con la línea de Zaragoza a la altura de Vicálvaro y San Fernando. Este enlace sería destinado exclusivamente a mercancías, en tanto que el subterráneo Chamartín-Atocha solo daría servicio de viajeros. Las obras, en todo caso, iban a durar lustros.
En la década de 1960 comenzó un proceso de desmantelamiento del tejido industrial situado junto a la vía de contorno, acompañado por la paulatina desconexión entre las industrias y el transporte por ferrocarril. El Plan General del Área Metropolitana de Madrid, aprobado en 1963, sentaba las bases legales de dicho proceso: mediante la «ordenanza de remodelación», se permitía la transformación de las zonas industriales a las que daba servicio el ferrocarril de contorno en zonas residenciales y de uso terciario. Del mismo modo, dicho plan no consideraba ya al ferrocarril como el medio de transporte adecuado para dar servicio a las instalaciones industriales, por lo que las nuevas zonas industriales previstas por el plan aparecen ligadas al transporte por carretera. De hecho, el plan general de 1963 planteaba la desaparición paulatina de la vía de contorno —«Se prevé la suspensión de la circunvalación Oeste-Sur de Príncipe Pío a través de la línea que pasa por las estaciones de Imperial, Las Peñuelas y Delicias, e incluso la posible supresión de la estación de Príncipe Pío»— y daba la calificación de «zona verde» al suelo ocupado por las estaciones de Imperial y Peñuelas. Este proceso se vio acompañado por paulatina finalización de las obras de los enlaces ferroviarios de Madrid, tal como preveía el propio plan general. Así, en 1964 se abría la línea de circunvalación de mercancías que unía por el exterior de la ciudad la línea del Norte —a la altura de Pinar de las Rozas— con la que enlazaba Barcelona con Atocha —a la altura de Vicálvaro—. Esta nueva línea disminuía aún más la necesidad de la vieja línea que cruzaba el interior de la ciudad. En 1971 se cerró definitivamente la estación de Delicias —el tráfico de pasajeros había finalizado dos años antes, en 1969—.
La línea de contorno, sin embargo, permaneció en funcionamiento, e incluso fue el escenario de nuevos hitos en el transporte ferroviario en España. En 1972, la estación de Peñuelas, que albergaba la aduana ferroviaria de Madrid desde 1964, se convirtió en la terminal madrileña de la línea de contenedores —TECO, Transporte Expreso de Contenedores— que RENFE estableció entre Madrid y Barcelona. El 12 de mayo de 1985, del apeadero de Delicias-Empalme salió la composición inaugural del Tren de la Fresa, un tren turístico que unía Madrid con Aranjuez durante los fines de semana de primavera, que pasó en ediciones posteriores a la estación de Delicias.
El 5 de junio de 1987 salió el último tren de la estación de Peñuelas, desviándose el tráfico de mercancías hacia la estación de Abroñigal, y poco después la de Imperial. A final de año, cesó definitivamente el tránsito de trenes. De esta forma, se permitiría su transformación en un enlace ferroviario subterráneo de doble vía destinado al tráfico de pasajeros y la reutilización de los terrenos usados hasta entonces por el ferrocarril para la construcción de viviendas y oficinas, dentro de la operación urbanística conocida como Pasillo Verde Ferroviario. Dos años después del cierre de la línea comenzaban a construirse las nuevas edificaciones sobre los terrenos de las antiguas estaciones y apartaderos. La nueva línea ferroviaria abrió al público el 30 de junio de 1996 integrándose en la red de Cercanías Madrid como parte de las líneas C-7b y C-10. Se crearon tres nuevas estaciones, las de Méndez Álvaro, Delicias y Pirámides. Solo la de Delicias se encontraba relativamente próxima a la antigua estación de Delicias-Empalme. Ni Imperial ni Peñuelas fueron sustituidas. Aunque se dejó un tramo de túnel de mayor anchura a la altura de la unión de los paseos Imperial y de los Melancólicos para permitir un posible acceso de tráfico de mercancías a la adyacente fábrica de Mahou, esto nunca llegó a materializarse —en 1993 Mahou trasladó su producción fuera de Madrid y la fábrica fue demolida en 2011—.